# 篩板
篩板（Cribriform plate）是筛骨的一部份，是一塊薄而脆且有筛状細孔的板，分隔開顱前窩与鼻腔，嗅覺神經經過篩板進入顱前窩。